# Panino

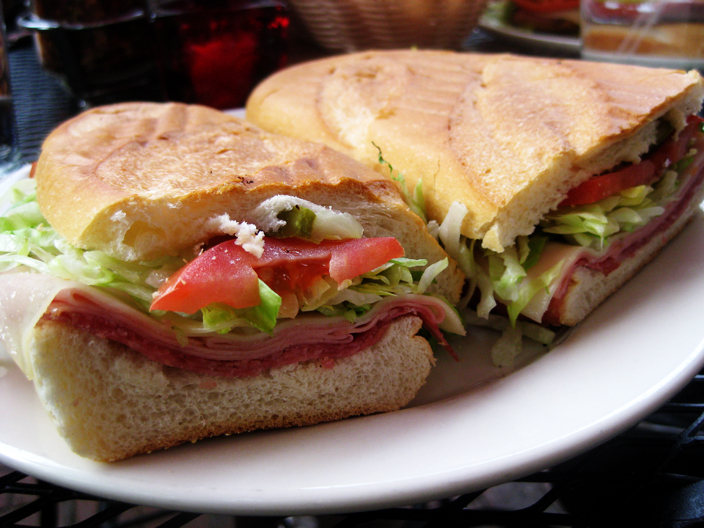
Italinisher Panino--Sandwich

Panini (italienisch, Mehrzahl von Panino) sind ein typisch italienisches Gebäck. Es handelt sich um kleine Brote (ital. pane), jedoch sind sie mit den deutschen Brötchen nur bedingt vergleichbar.
Es gibt sie regional in verschiedenen Formen und Größen, gerne wird der Teig auch kunstvoll zopfartig oder in anderen Formen geschlungen. Meist bestehen sie aus Weizenmehl, manchmal aber auch aus Hartweizengrieß, Maismehl oder aus Mischungen.
Panini werden oft mit Schinken, Käse, Wurst und Salat belegt und dienen als kleine Zwischenmahlzeit.

## Herkunft
Obschon die erste schriftliche Erwähnung von Panini in den Vereinigten Staaten auf das Jahr 1956 zurückdatiert, und eine Vorläufervariante in einem italienischen Kochbuch des 16. Jahrhunderts erschien, erfuhren diese Sandwiches in den 1970er und 1980er Jahren eine bemerkenswerte Beliebtheit in den angesagten Bars Mailands, den sogenannten „Paninoteche“. Ebenso begannen prominente Gastronomiebetriebe in den USA mit dem Verkauf von Panini, wobei sich charakteristische Varianten in verschiedenen Städten etablierten.
Während der 1980er Jahre fand in Italien der Begriff „Paninaro“ Verwendung, um ein Mitglied einer Jugendkultur zu bezeichnen, die sich durch die frequentierte Nutzung von Sandwich-Bars wie dem „Al Panino“ in Mailand sowie den ersten US-amerikanischen Fast-Food-Restaurants in Italien auszeichnete. Die Paninari wurden als gesellschaftlich rechts stehende, modebewusste Individuen dargestellt, die ihre Freude daran hatten, Konsumgüter aus den frühen 1980er Jahren als Statussymbole zur Schau zu stellen.

## Zubereitungsarten

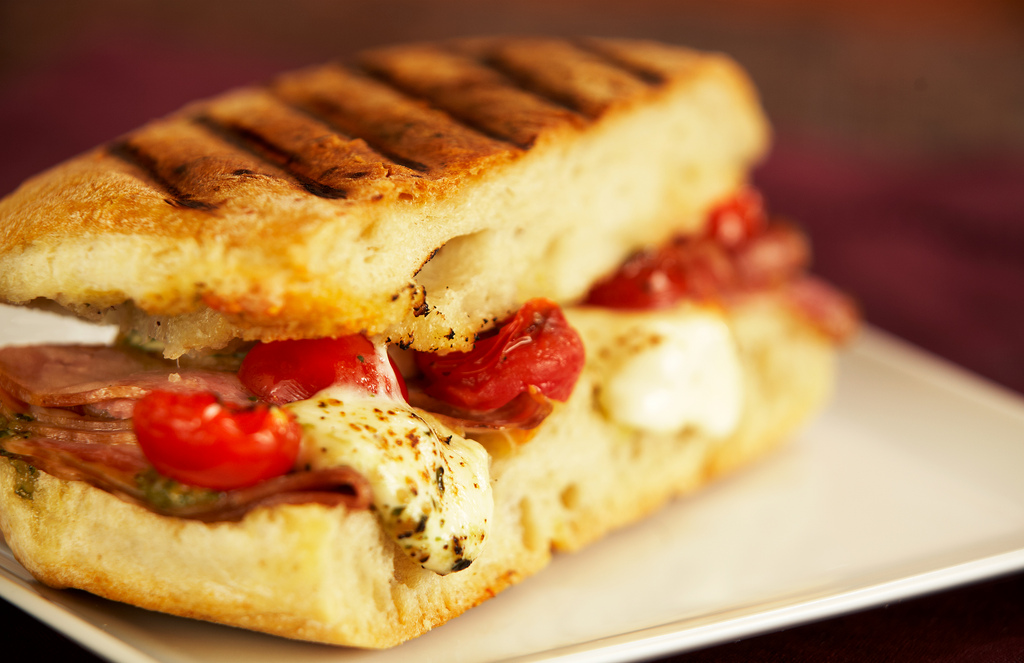
Gegrillter Panino

Ein Panini-Press oder Panini-Grill ist ein Kontaktgrill, der zur Erwärmung von Sandwiches, Fleischprodukten, Gemüse und speziellen Menüartikeln verwendet wird. Er verfügt in der Regel über elektrische Heizelemente und besteht aus einer festen, beheizten Unterplatte sowie einer beheizten Oberplatte, die sich zur Unterplatte schließt und mit dem Lebensmittel in Kontakt tritt. Die Hauptfunktion des Panini-Grills besteht darin, Lebensmittel auf eine angemessene innere Temperatur zu erhitzen und dabei eine ansprechende äußere Beschaffenheit zu erzielen, beispielsweise geschmolzener Käse, eine knusprige Oberfläche und charakteristische Grillstreifen.